# クロード・ド・ヴァロワ
クロード・ド・ヴァロワ（Claude de Valois, 1547年11月12日 - 1575年2月21日）は、ロレーヌ公シャルル3世の妃。

## 生涯
フランス王アンリ2世と王妃カトリーヌ・ド・メディシスの次女としてフォンテーヌブロー宮殿で生まれた。フランソワ2世は兄、シャルル9世とアンリ3世は弟である。クロードは、姉エリザベート、兄の婚約者であるスコットランド女王メアリーとともに育てられた。
1559年1月、わずか12歳でシャルルのもとへ嫁いだ。カトリーヌの生んだ子供たちの多くがそうであったように（末妹マルグリットだけが違ったという）、クロードは体が弱く、猫背と曲がり足に苦しんだ。
非常に分別のあるクロードは、母親の気に入りの娘だった。彼女はしばしばロレーヌの首都ナンシーを離れ、母の近くで過ごしていた。カトリーヌも、ロレーヌを訪れて娘に会うのを好んだ。クロードは母の意に反し、妹マルグリットにナヴァール王アンリ（のちのアンリ4世）と結婚するのは危険だと忠告していた。
1575年、クロードは同名の娘を出産後にナンシーで死亡した。

## 子女
- アンリ（1563年 - 1624年） - ロレーヌ公アンリ2世
- クリスティーヌ（1565年 - 1637年） - トスカーナ大公フェルディナンド1世妃
- シャルル（1567年 - 1607年） - ロレーヌ枢機卿及びメス司教、ストラスブール司教
- アントワネット（1568年 - 1610年） - ユーリヒ＝クレーフェ＝ベルク公ヨハン・ヴィルヘルム妃
- アンヌ（1569年 - 1576年）
- フランソワ（1572年 - 1632年） - ロレーヌ公フランソワ2世
- カトリーヌ（1573年 - 1618年） - ルミルモン女子修道院長
- エリザベート（1574年 - 1635年） - バイエルン選帝侯マクシミリアン1世妃
- クロード（1575年 - 1576年）